# 高家朱村墓群
高家朱村墓群，位于山东省潍坊市诸城市百尺河镇高家朱村，是中华人民共和国山东省文物保护单位之一。
1992年6月12日，授予山东省文物保护单位，是一座古墓葬。